# Manrique Fernández
Manrique Fernández Vázquez (Sistallo, Cospeito; 4 de junio de 1965) es un escritor y periodista español en lengua gallega.

## Trayectoria
Licenciado en Periodismo por la Universidad Complutense de Madrid. Desarrolló toda su carrera profesional en Galicia en diferentes medios de comunicación, tanto en prensa escrita como en radio, televisión y medios digitales.
Fue director-gerente de la Fundación Rogelio Groba. Colaboró con el compositor Rogelio Groba Groba en la redacción de su biografía oficial y en la publicación de varios catálogos de su obra. También fue letrista de tres óperas (Floralba, Pedro Madruga, o noso Rei y una adaptación del cuento El gato con botas de Charles Perrault).
Como animador cultural, colabora con el Ayuntamiento de Puenteareas en la organización de numerosas actividades, como los Juegos Florales, la colección de libros Creadores Ponteareáns o el ciclo Venres D_letras, del que es coordinador desde sus inicios. Mantiene el blog de reseñas literarias O meu andel.

## Obra

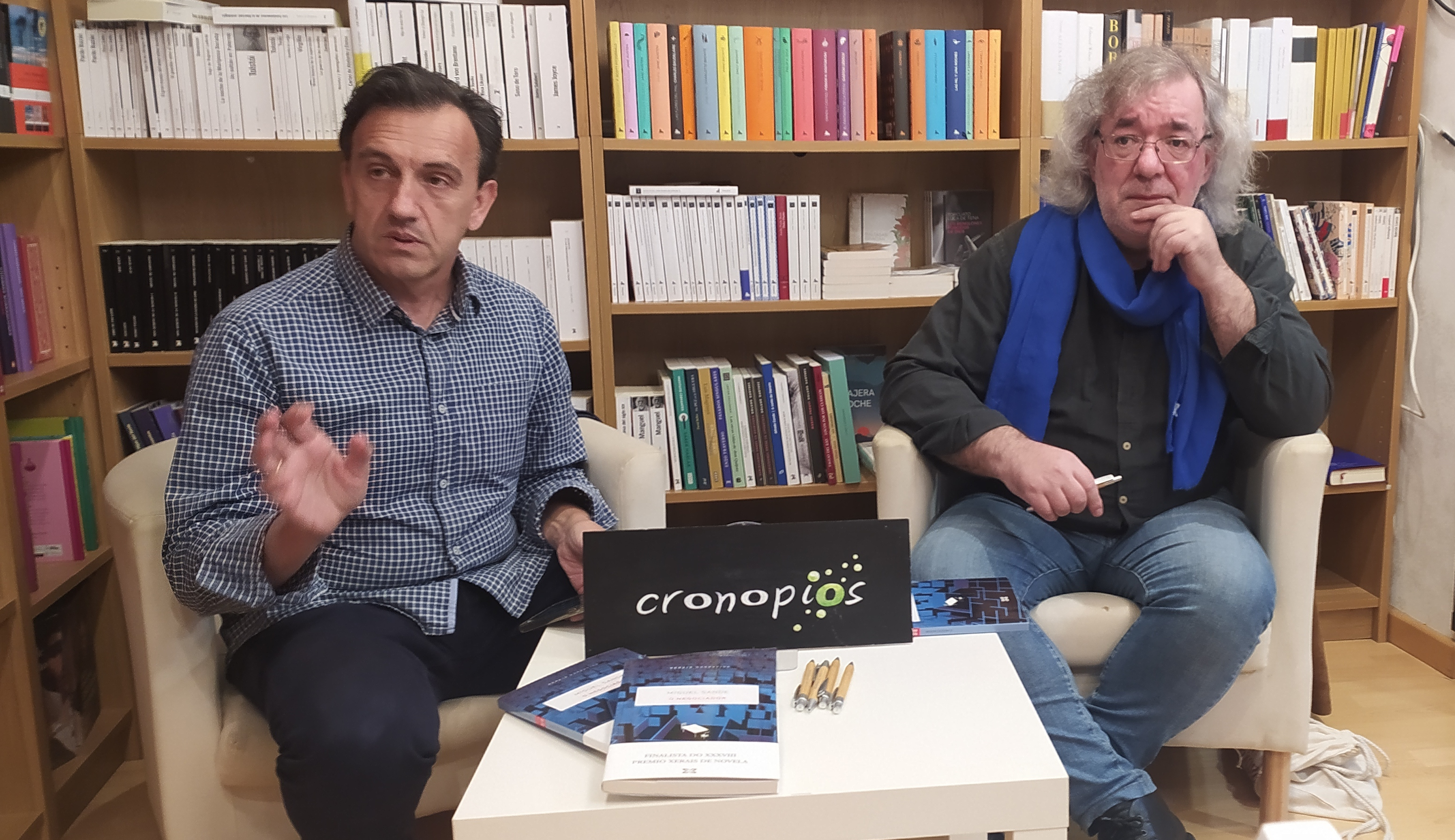
Presentando O negociador de Miguel Sande, Pontevedra, 19 de octubre de 2022, Librería Cronopios.

### Narrativa
- Crónicas de Embora (2014). Noia: Toxosoutos. ISBN 9788494301452. Relatos.
- Tres feridas (2015). Vigo: Belagua. 168 páxs. ISBN 978-8494175152. Novela.
- Os anxos indecisos (2019). Vigo: Galaxia. 132 págs. ISBN 978-84-9151-361-2. Relatos.

### Poesía/Teatro
- Floralba (1999). Egasur. Incluye el libreto de la ópera del mismo nombre y el poema que la inspiró.
- Ponteareas máxica. Mitos, ritos e lendas (2002). Asociación de Comerciantes de Ponteareas. Ed. non venal. Incluye varias leyendas de la zona relatadas en verso. 88 págs.
- Hermes, aprendiz de mago (2017). Vigo: Galaxia. Teatro infantil. 112 págs. ISBN 9788491510994.

### Biografía/divulgación
- Meditacións en branco e negro (2000). Vigo: Xerais. Biografía de Rogelio Groba.
- Diabolus in musica (2011). Vigo: Galaxia. Conversas con Rogelio Groba.
- Rogelio Lorenzo, paleta de nove cores (2021). Concello de Ponteareas. Biografía de Rogelio Lorenzo.
- Alfonso Quinteiro, un talento na sombra (2024). Concello de Ponteareas. Biografía de Alfonso Quinteiro.

### Obras colectivas
- XVIII certame literario Manuel Oreste Rodríguez López. (Concello de Paradela, 2013).

### Reconocimientos
- XVIII certame literario Manuel Oreste Rodríguez López (Concello de Paradela, 2013), por el relato "Mar Maior".